# والزلی ۶/۹۰

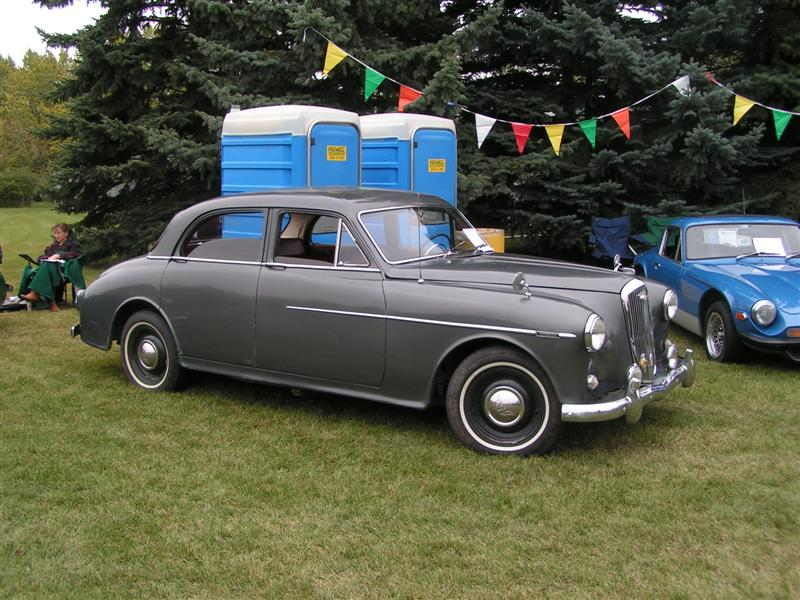

والزلی ۶/۹۰ }(به انگلیسی: Wolseley 6/90)خودرویی است که در سال‌های ۱۹۵۴ تا ۱۹۵۹  تولید شده‌است. 
این خودرو در کلاس خودرو سایز متوسط قرار گرفته، طراحی آن خودروهای موتور جلو-محور عقب بوده است. 